# Richard Wurmbrand
Richard Wurmbrand (Bucarest, 24 marzo 1909 – Torrance, 17 febbraio 2001) è stato un presbitero rumeno.
Di origini ebraiche, nel 1938 si convertì al cristianesimo. Nel 1948 dichiarò pubblicamente che il socialismo e il cristianesimo non sono compatibili. Di conseguenza, fu imprigionato e torturato dal regime socialista rumeno guidato dal Partito Comunista Rumeno per le sue convinzioni. Dopo aver scontato un totale di quattordici anni di carcere, fu riscattato per 10 000 dollari. I suoi colleghi in Romania lo esortarono a lasciare il paese e a lavorare per la libertà religiosa in un luogo meno pericoloso per lui. Dopo aver passato del tempo in Norvegia e in Inghilterra, lui e sua moglie Sabina, che pure era stata imprigionata, emigrarono in America e dedicarono il resto della loro vita a pubblicizzare e aiutare i cristiani perseguitati per le loro convinzioni. Scrisse più di 18 libri, il più conosciuto dei quali è Torturato per Cristo. Alcune sue opere sono state tradotte in più di 65 lingue. Fondò l'organizzazione internazionale Voice of the Martyrs, che continua ad aiutare i cristiani di tutto il mondo che sono perseguitati per la loro fede.

## Primi anni
Richard Wurmbrand nacque a Bucarest il 24 marzo 1909 ed era il più giovane di quattro figli di una famiglia ebrea. Visse a Istanbul per un breve periodo. Suo padre morì quando lui aveva 9 anni e i Wurmbrand tornarono in Romania quando ne aveva 15.
Da adolescente, fu mandato a studiare il marxismo a Mosca, soggiorno dal quale tornò clandestinamente l'anno seguente. Seguito dalla Siguranţa, la polizia segreta del Regno di Romania, fu arrestato e detenuto nella prigione di Doftana. Al suo ritorno in patria, Wurmbrand era già un importante agente del Comintern, leader e coordinatore direttamente pagato da Mosca. Come altri comunisti rumeni fu arrestato diverse volte, poi condannato e rilasciato di nuovo.
Il 26 ottobre 1936 sposò Sabina Oster. Wurmbrand e sua moglie, conosciuta come Bintzea dai suoi amici, nel 1938 si convertirono al cristianesimo grazie alla testimonianza di Christian Wolfkes, un falegname cristiano rumeno. Si unirono al Ministero della Chiesa tra gli ebrei, una società missionaria anglicana fondata nel 1809. Wurmbrand fu ordinato ministro due volte: prima come anglicano, poi, dopo la Seconda guerra mondiale, come luterano. Nel 1944, quando l'Unione Sovietica occupò il Regno di Romania come primo passo verso la creazione di un regime comunista, Wurmbrand iniziò un ministero tra i suoi connazionali rumeni e i soldati dell'Armata Rossa. Quando il governo tentò di prendere il controllo delle Chiese, iniziò immediatamente un ministero "sotterraneo" tra la sua gente. Wurmbrand è ricordato per il suo coraggio nel sostenere un gruppo di leader ecclesiastici e nel denunciare il controllo del governo sulle Chiese. Il 29 febbraio 1948 fu arrestato mentre si recava in chiesa.

## Imprigionamento
Wurmbrand, passò attraverso le strutture penali di Craiova, Gherla, del Canale Danubio-Mar Nero, Văcăreşti, Malmaison, Cluj e infine Jilava. Trascorse tre anni in isolamento in una cella sotterranea molto piccola, senza luci o finestre. Non c'era suoni perché persino le guardie si sentivano solo grazie alle suole delle scarpe. Successivamente raccontò che mantenne la sanità mentale dormendo durante il giorno, rimanendo sveglio la notte ed esercitando la sua mente e la sua anima componendo e poi offrendo un sermone ogni notte. Grazie alla sua straordinaria memoria, fu in grado di ricordare più di 350 di questi. Incluse una selezione di essi nel suo libro With God In Solitary Confinement, che venne pubblicato per la prima volta nel 1969. Durante una parte di questo periodo, comunicò con altri detenuti con il codice Morse sul muro. In questo modo continuò a essere "luce del sole" per i suoi compagni piuttosto che soffermarsi sulla mancanza di luce fisica.
Wurmbrand fu rilasciato dalla sua prima prigionia nel 1956, dopo otto anni e mezzo. Sebbene gli fosse stato ordinato di non predicare, riprese la sua opera nella Chiesa clandestina. Fu arrestato di nuovo nel 1959 e condannato a 25 anni. Durante la sua prigionia, fu picchiato e torturato. La tortura fisica includeva mutilazioni, ustioni e l'imprigionamento in una grande ghiacciaia. Il suo corpo portò le cicatrici delle torture fisiche per il resto della sua vita. Ad esempio, in seguito raccontò che gli furono colpite le piante dei piedi fino a strappare la carne, poi il giorno seguente fu nuovamente colpito all'osso. Questo prolifico scrittore disse che non c'erano parole per descrivere quel dolore.
Durante la sua prima detenzione, i sostenitori di Wurmbrand non furono in grado di ottenere informazioni su di lui. In seguito scoprirono che era stato usato un nome falso nelle registrazioni della prigione, Nicolai Ionescu, in modo che nessuno potesse rintracciare dove si trovasse. Degli agenti della polizia segreta visitarono Sabina e affermarono di aver assistito ai funerali di Richard in carcere. Durante la sua seconda prigionia, a sua moglie Sabina furono date notizie ufficiali della morte di Richard, a cui lei non credette. Sabina stessa fu arrestata nel 1950 e venne condannata a tre anni di lavori forzati sul Canale Danubio-Mar Nero. Il racconto autobiografico di Sabina di questo periodo è intitolato The Pastor's Wife. Il loro unico figlio, Mihai, all'epoca un giovane adulto, fu espulso dagli studi universitari di tre istituti perché suo padre era un prigioniero politico. Un tentativo di ottenere il permesso di emigrare in Norvegia per evitare il servizio obbligatorio nell'Esercito non ebbe successo.
Alla fine, nel 1964 Wurmbrand fu liberato grazie a un'amnistia. Preoccupata della possibilità che fosse costretto a subire ulteriori imprigionamenti, la Missione norvegese per gli ebrei e l'Alleanza ebraica cristiana negoziarono con le autorità comuniste il suo espatrio dalla Romania per 10 000 dollari, sebbene la tariffa corrente per i prigionieri politici fosse di 1900 dollari. Fu convinto dai dirigenti della Chiesa clandestina a partire e diventare una voce dei cristiani perseguitati. Dedicò il resto della sua vita a questo sforzo, nonostante gli avvertimenti e le minacce di morte.
Era un buon amico di Costache Ioanid, un noto poeta cristiano rumeno.

## Risultati, influenza e morte
Wurmbrand viaggiò in Norvegia, Inghilterra e poi negli Stati Uniti d'America. Nel maggio del 1966, testimoniò davanti alla sottocommissione per la sicurezza interna del Senato degli Stati Uniti a Washington. Quella testimonianza, durante la quale si tolse la camicia davanti alle telecamere per mostrare le cicatrici delle torture subite, lo portarono all'attenzione del pubblico. Divenne noto come "la voce della Chiesa sotterranea", facendo molto per rendere palese la persecuzione dei cristiani nei paesi comunisti. Raccolse prove circostanziali secondo le quali Karl Marx era un satanista.
Nell'aprile del 1967, i Wurmbrand fondarono Jesus to the Communist World (in seguito ribattezzata The Voice of the Martyrs), un'organizzazione interconfessionale che operava inizialmente con e per i cristiani perseguitati nei paesi comunisti. Successivamente espanse le sue attività per aiutare i credenti perseguitati in altri luoghi, specialmente nel mondo musulmano.
Nel 1990 Richard e Sabina Wurmbrand ritornarono in Romania per la prima volta in 25 anni. The Voice of the Martyrs aprì un laboratorio di stampa e una libreria a Bucarest. Il nuovo sindaco della capitale aveva offerto uno spazio per i libri sotto il palazzo dell'ex dittatore Nicolae Ceauşescu, dove Richard aveva trascorso anni in isolamento, pregandogli di tornare a esercitare il suo ministero in patria. Wurmbrand si impegnò nella predicazione con i ministri locali di quasi tutte le denominazioni.
Scrisse 18 libri in inglese e in rumeno. La sua opera più nota, intitolata Torturato per Cristo, fu pubblicata nel 1967. In molti di essi scrive con audacia ed enfasi contro il comunismo. Egli tuttavia mantenne una speranza e compassione anche per coloro che lo torturarono "guardando gli uomini [...] non come sono, ma come saranno [...] Potrei anche vedere nei nostri persecutori [...] un futuro apostolo Paolo [...] e il carceriere di Filippi che divenne un convertito". Wurmbrand visse l'ultima parte della sua vita a Palos Verdes Estates, in California.
Morì nell'ospedale di Torrance il 17 febbraio 2001 all'età di 91 anni. Sua moglie, Sabina, era morta sei mesi prima, l'11 agosto 2000. È sepolto nel Rose Hills Memorial Park di Whittier.
Nel 2006, fu votato quinto tra i più grandi rumeni della Storia nel programma Mari Români.

## Opere
- 100 Prison Meditations
- Alone With God: New Sermons from Solitary Confinement
- Answer to Half a Million Letters
- Christ in the Communist Prisons
- Christ On The Jewish Roads
- From Suffering To Triumph!
- From The Lips Of Children
- If Prison Walls Could Speak
- If That Were Christ, Would You Give Him Your Blanket?
- In God's Underground
- Jesus (Friend to Terrorists)
- Was Karl Marx A Satanist? or Marx and Satan
- My Answer To The Moscow Atheists
- My Correspondence With Jesus
- Reaching Toward The Heights
- The Answer to Moscow's Bible
- The Oracles of God
- The Overcomers
- The Sweetest Song
- The Total Blessing
- Tortured for Christ (1967)
- Victorious Faith
- With God In Solitary Confinement

## Videografia
- Tortured for Christ - Docudrama
- Richard and Sabina Wurmbrand - documentario in DVD
- Torchlighters: The Richard Wurmbrand Story - cartone animato in DVD per bambini della fascia 8-12 anni